# ابررسانایی

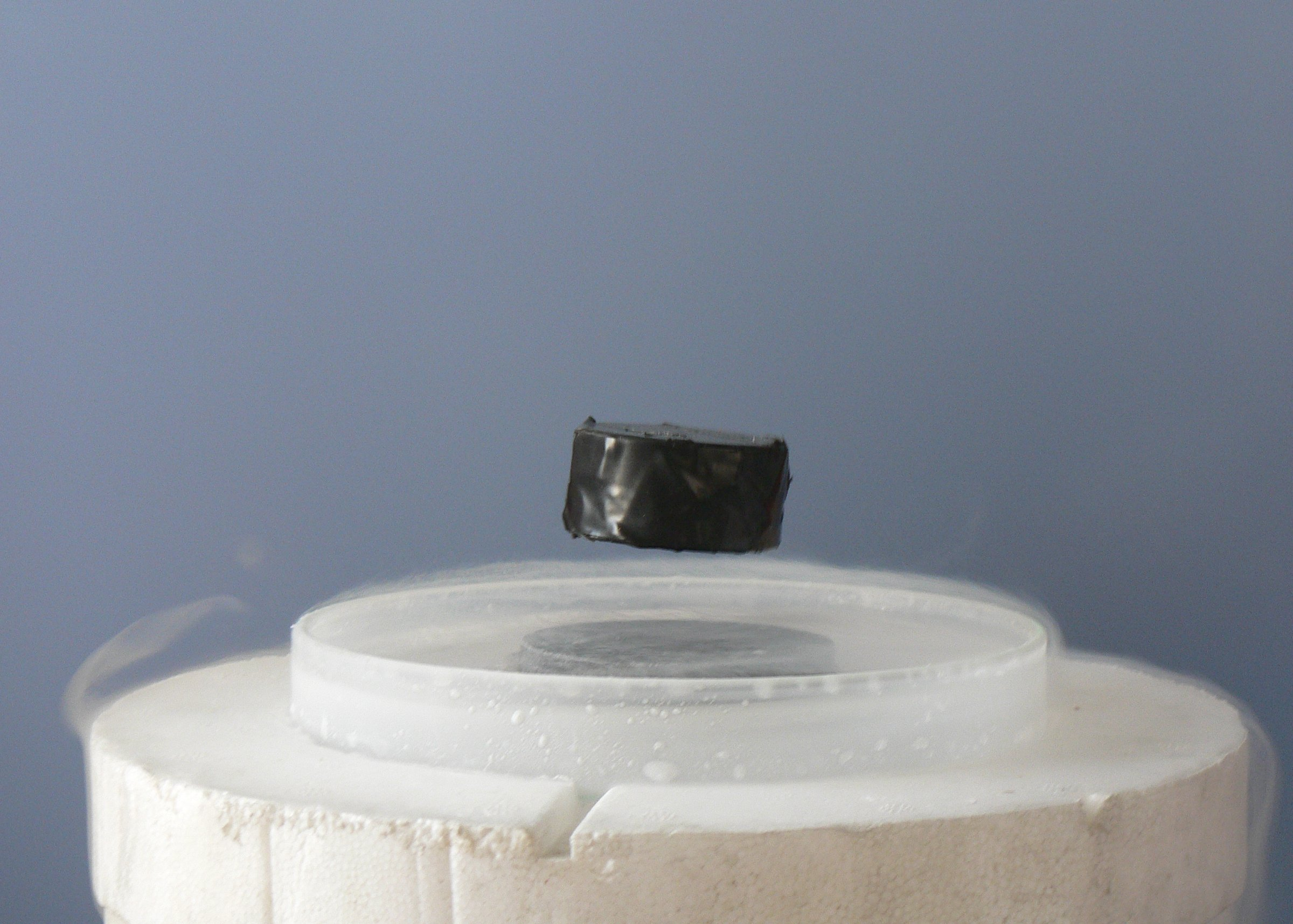
یک آهنربا بالای یک ابررسانای دمای بالا، سردشده توسط نیتروژن مایع

اَبَررسانایی یا اَبَررسانندگی (به انگلیسی: Superconductivity) پدیده‌ای است که در دماهای بسیار پایین در مواد اَبَررسانا رخ می‌دهد. در ابررسانایی، مقاومت الکتریکی ماده دقیقاً صفر می‌شود و ماده خاصیت دیامغناطیس کامل پیدا می‌کند؛ یعنی میدان مغناطیسی را از درون خود طرد می‌کند. طرد میدان مغناطیسی تنها تفاوت اصلی ابررسانا با رسانای کامل است، زیرا در رسانای کامل، انتظار می‌رود میدان مغناطیسی ثابت بماند، در حالی که در ابررسانا میدان مغناطیسی همواره صفر است.
مقاومت الکتریکی یک رسانای فلزی با کاهش دما کم می‌شود. در رساناهای معمولی مثل مس و نقره، ناخالصی و مشکلات دیگر این روند را کند می‌کند. به‌طوری‌که مس حتی در صفر مطلق همچنان مقاومت الکتریکی کمی دارد. در مقابل، ابررساناها موادی هستند که اگر دمایشان از یک دمای بحرانی کمتر شود، ناگهان مقاومت الکتریکی خود را از دست می‌دهند. جریانی از الکتریسیته در یک حلقهٔ ابررسانا می‌تواند برای مدت نامحدودی بدون مولد جریان برقرار بماند. ابررسانایی نیز مانند فرومغناطیس و خطوط طیفی اتمها، پدیده‌ای کوانتومی است. اَبَررسانایی یک تئوری جهان‌شمول ندارد و نمی‌توان آن را با فیزیک کلاسیک به مانند یک رسانای مطلوب توصیف کرد.
ابررسانایی برای طیف وسیعی از مواد مانند قلع و آلومینیوم ممکن است. همچنین برخی آلیاژها و نیمه‌رساناها نیز ابررسانا می‌شوند، ولی فلزاتی مثل طلا و نقره چنین نیستند. ابررسانایی در فلزات فرومغناطیس هم روی نمی‌دهد. در ۱۹۸۶ ابررسانایی دمای بالا کشف شد. دمای بحرانی این ابررساناها بیش از ۹۰ درجهٔ کلوین است. نظریه‌های کنونی ابررسانایی نمی‌توانند ابررسانایی دمای بالا را، که به ابررسانایی نوع ۲ (Type II) معروف است، توضیح دهند. از نظر عملی ابررساناهای دمای بالا کاربردهای بیشتری دارند، زیرا در دماهایی ابررسانا می‌شوند که دست‌یافتنی‌تر هستند. پژوهش برای یافتن موادی که دمای بحرانی آن‌ها باز هم بیشتر باشد و همچنین برای یافتن نظریه‌ای برای ابررسانایی دمای بالا همچنان ادامه دارد.

## پیشینه

### کشف اولیه
ابررسانایی را دانشمند هلندی، کامِرلینگ اُونِس در ۱۹۱۱ در دانشگاه لایدن کشف کرد. وی دریافت که در دمای بسیار پایین، مقاومت جیوه تا حد اندازه‌گیری‌ناپذیری کاهش می‌یابد. وی دریافت هنگامی که دمای جیوه به صفر مطلق کاهش داده می‌شود، افت آرام مقاومت، نزدیک به دمای ۴ درجه کلوین به ناگهان شدید شده و کمتر از این دما، جیوه دیگر هیچ مقاومتی ندارد. اونس نتیجه گرفت که در دمای کمتر از ۴ درجه کلوین، جیوه به حالت دیگری که مطلقاً از حالت‌های شناخته‌شده پیشین متفاوت بود، رسیده است. این ویژگی، ابررسانایی نام گرفت.

### اثر مایسنر و نظریه لندن
اولین مدل نظری که برای توصیف ابررسانایی ارائه شد، یک مدل کاملاً کلاسیک بود و در قالب معادلات سازنده لندن (London constitutive equations) خلاصه می‌شد. این مدل توسط دو برادر به نام‌های فریتس لندن و هاینتس لندن در سال ۱۹۳۵ و اندکی پس از کشف این واقعیت که ابررساناها میدان‌های مغناطیسی را از خود دفع می‌کنند، ارائه شد.
یکی از دستاوردهای بزرگ این معادلات، توانایی آنها در توضیح اثر مایسنر بود. این اثر بیان می‌کند که وقتی یک ماده به آستانه ابررسانایی می‌رسد، تمام میدان‌های مغناطیسی داخلی را به صورت نمایی از خود دفع می‌کند. با استفاده از معادلات لندن، می‌توان وابستگی میدان مغناطیسی درون ابررسانا را به فاصله از سطح آن به دست آورد.
معادله زیر از قانون دوم نیوتن برای الکترون‌های ابررسانا نتیجه می‌گیرد و نشان می‌دهد که چگونه میدان الکتریکی (E) باعث تغییر در چگالی جریان ابررسانا (j) می‌شود.
{\displaystyle {\partial j \over \partial t}={ne^{2} \over m}E}
همچنین معادله زیر، رابطه بین چگالی جریان و میدان مغناطیسی (B) را توصیف می‌کند و اساس دفع میدان مغناطیسی (اثر مایسنر) را توضیح می‌دهد.

آهنربا بر روی ابررسانای سردشده شناور شده - نمایش اثر مایسنر

{\displaystyle \nabla \ \times j={-ne^{2} \over m}B}

### نظریه‌های کلاسیک (دهه ۱۹۵۰)
در دهه ۱۹۵۰، فیزیکدانان ماده چگال به درک «ابررسانایی کلاسیک» از طریق دو نظریه مهم نظریه پدیده‌شناختی گینزبورگ-لانداو (۱۹۵۰) و نظریه میکروسکوپی، دست یافتند.

#### نظریه گینزبورگ-لانداو
در سال ۱۹۵۰، لانداو و گینزبورگ نظریه پدیده‌شناختی ابررسانایی را ارائه کردند. این نظریه که ترکیبی از نظریه گذار فاز مرتبه دوم لانداو با معادله موجی شبه-شرودینگر بود، موفقیت زیادی در توضیح خواص ماکروسکوپی ابررساناها داشت. به ویژه، آبریکوسوف نشان داد که این نظریه ابررساناها را به دو دسته نوع I و نوع II تقسیم می‌کند. آبریکوسوف و گینزبورگ در سال ۲۰۰۳ جایزه نوبل فیزیک را برای این کار دریافت کردند (لانداو در ۱۹۶۲ برای کارهای دیگر برنده نوبل شده بود و در ۱۹۶۸ درگذشت). توسعه چهاربعدی این نظریه به مدل کولمن-واینبرگ منجر شد که در نظریه میدان کوانتومی و کیهان‌شناسی اهمیت دارد.

#### کشف اثر ایزوتوپی
در همان سال، ماکسول و رینولدز و همکارانشان دریافتند که دمای بحرانی ابررسانا به جرم ایزوتوپی عنصر تشکیل‌دهنده آن بستگی دارد. این کشف مهم نشان داد که برهمکنش الکترون-فونون مکانیسم میکروسکوپی مسئول ابررسانایی است.

#### نظریه BCS
نظریه کامل میکروسکوپی ابررسانایی سرانجام در سال ۱۹۵۷ توسط باردین، کوپر و شریفر ارائه شد. نظریه BCS جریان ابررسانا را به عنوان یک ابرمایع از جفت‌های کوپر توصیف کرد - جفت‌های الکترونی که از طریق تبادل فونون‌ها با هم برهمکنش دارند. این سه دانشمند در سال ۱۹۷۲ جایزه نوبل فیزیک را دریافت کردند.

#### توسعه نظریه BCS

##### کارهای بوگولیوبوف
در سال ۱۹۵۸، نیکولای بوگولیوبوف با استفاده از تبدیل کانونی هامیلتونی الکترونی، پایه‌های ریاضی نظریه BCS را تقویت کرد.
او نشان داد:
·       تابع موج BCS را می‌توان مستقل از روش‌های تغییراتی به دست آورد.
·       این تبدیل، توصیف دقیق‌تری از جفت‌های کوپر ارائه می‌دهد.
·       روش او امکان محاسبه دقیق‌تر شکاف انرژی (Energy gap) در ابررساناها را فراهم کرد.

##### کارهای گورکوف (۱۹۵۹)
گورکوف در سال ۱۹۵۹ اثبات کرد:
·       نظریه BCS در دمای نزدیک به دمای بحرانی (Tc) به نظریه گینزبورگ-لانداو تقلیل می‌یابد.
·       این ارتباط، پل مهمی بین توصیف میکروسکوپی (BCS) و پدیده‌شناختی (گینزبورگ-لانداو) ایجاد کرد.
·       معادلات او نشان داد که پارامتر نظم در نظریه گینزبورگ-لانداو متناظر با دامنه جفت‌های کوپر در BCS است.

### تاریخچه بیشتر
اولین کاربرد عملی ابررسانایی در سال ۱۹۵۴ با اختراع «کریوترون» توسط دودلی آلن باک توسعه یافت. در این دستگاه، دو ابررسانا با مقادیر بسیار متفاوت میدان بحرانی مغناطیسی ترکیب شدند تا یک سوئیچ سریع و ساده برای عناصر کامپیوتری ایجاد شود.
کامرلینگ اونز، بلافاصله پس از کشف ابررسانایی در سال ۱۹۱۱، تلاش کرد تا یک آهنربای الکتریکی با سیمپیچ ابررسانا بسازد، اما دریافت که میدانهای مغناطیسی نسبتاً کم، ابررسانایی را در مواد مورد بررسی او از بین میبرند. سالها بعد، در سال ۱۹۵۵، جی. بی. ینتما موفق شد یک آهنربای الکتریکی کوچک با هسته آهنی و سیمپیچ ابررسانای نیوبیوم با میدان ۰.۷ تسلا بسازد. سپس در سال ۱۹۶۱، جی. ای. کونزلر، ای. بیولر، اف. اس. ال. هسو و جی. اچ. ورنیک کشف شگفتانگیزی انجام دادند: در دمای ۴.۲ کلوین، آلیاژ نیوبیوم-قلع (متشکل از سه بخش نیوبیوم و یک بخش قلع) قادر بود چگالی جریان بیش از ۱۰۰٬۰۰۰ آمپر بر سانتیمتر مربع را در میدان مغناطیسی ۸.۸ تسلا تحمل کند.
در سال ۱۹۶۲، تی. جی. برلینکورت و آر. آر. هیک کشف کردند که آلیاژهای انعطافپذیرتر نیوبیوم-تیتانیوم برای کاربردهای تا ۱۰ تسلا مناسب هستند. بهسرعت پس از آن، تولید تجاری سیمهای ابررسانای نیوبیوم-تیتانیوم در شرکتهای وستینگهاوس الکتریک و واه چانگ آغاز شد.
در سال ۱۹۶۲، جوزفسون پیشبینی نظری مهمی انجام داد: جریان ابررسانا میتواند بین دو قطعه ابررسانا که توسط یک لایه نازک عایق از هم جدا شدهاند، جریان یابد. این پدیده، که امروزه «اثر جوزفسون» نامیده میشود، در دستگاههای ابررسانایی مانند اسکوئیدها (SQUIDs) مورد استفاده قرار میگیرد. جوزفسون برای این کار در سال ۱۹۷۳ جایزه نوبل فیزیک را دریافت کرد.در سال ۲۰۰۸، پیشنهاد شد که همان مکانیسمی که ابررسانایی را تولید میکند، میتواند در برخی مواد منجر به حالت «ابرعایق» با مقاومت الکتریکی تقریباً بینهایت شود.
در سال ۲۰۲۰، اولین توسعه و مطالعه چگالش بوز-اینشتین (BEC) ابررسانایی نشان داد که یک «گذار نرم» بین حالتهای BEC و نظریه باردین-کوپر-شریفر (BCS) وجود دارد.

## طبقه‌بندی
ابررساناها بر اساس معیارهای مختلفی طبقه‌بندی می‌شوند. متداول‌ترین معیارها عبارتند از:  

### واکنش به میدان مغناطیسی
یک ابررسانا می‌تواند نوع I باشد، یعنی تنها یک میدان بحرانی دارد که در میدان‌های قوی‌تر از آن، تمام خاصیت ابررسانایی از بین می‌رود و در میدان‌های ضعیف‌تر، میدان مغناطیسی به‌طور کامل از ابررسانا بیرون رانده می‌شود. یا می‌تواند نوع II باشد، یعنی دو میدان بحرانی دارد که در محدوده بین آن‌ها، میدان مغناطیسی به‌صورت جزئی و از طریق نقاط مجزا به درون ابررسانا نفوذ می‌کند. این نقاط را گردابه‌ (vortices) می‌نامند.  علاوه بر این، در ابررساناهای چندجزئی، امکان ترکیبی از این دو رفتار وجود دارد که در این صورت، ابررسانا از نوع 1.5 است. 

### دمای بحرانی

#### ابررساناهای دما بالا
به‌طور کلی، یک ابررسانا دما بالا در نظر گرفته می‌شود اگر در دمای بالاتر از ۳۰ کلوین (۲۴۳٫۱۵- درجه سلسیوس) به حالت ابررسانایی برسد. همان‌طور که در کشف اولیه توسط گئورگ بدنورز و ک. الکس مولر مشاهده شد. همچنین ممکن است به موادی اشاره کند که با استفاده از نیتروژن مایع (یعنی فقط در دمای Tc > 77 K) به ابررسانایی می‌رسند، اگرچه این اصطلاح معمولاً فقط برای تأکید بر کافی بودن خنک‌کننده نیتروژن مایع استفاده می‌شود.  

#### ابررساناهای دما پایین
ابررساناهای دما پایین، به موادی با دمای بحرانی زیر ۳۰ کلوین اشاره دارند و عمدتاً با هلیوم مایع (Tc > 4.2 K) خنک می‌شوند. یک استثنا در این قاعده، گروه ابررساناهای پنیکتید آهن است که رفتار و ویژگی‌های معمول ابررساناهای دما بالا را نشان می‌دهند، اما برخی از اعضای این گروه دارای دمای بحرانی زیر ۳۰ کلوین هستند.  

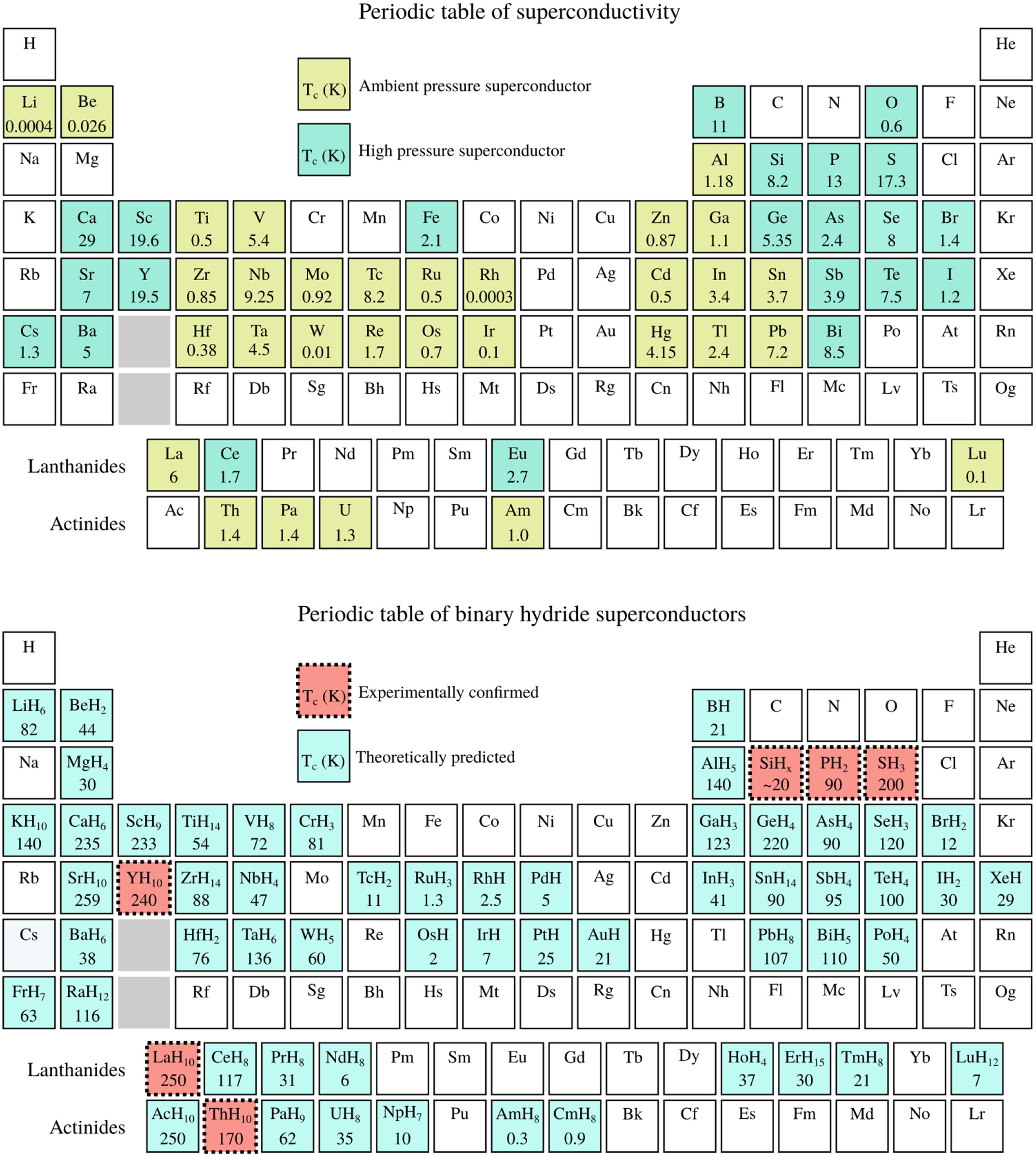
بالا: جدول تناوبی عناصر جامد ابررسانا و دمای بحرانی تجربی آنها (T)پایین: جدول تناوبی هیدریدهای دوتایی ابررسانا (۰–۳۰۰ گیگاپاسکال). پیشبینیهای نظری به رنگ آبی و نتایج تجربی به رنگ قرمز نشان داده شده‌اند.

### نوع ماده
تقسیم‌بندی مواد ابررسانا شامل عناصر شیمیایی (مانند جیوه یا سرب)، آلیاژها (مانند نیوبیوم-تیتانیوم، ژرمانیوم-نیوبیوم و نیترید نیوبیوم)، سرامیک‌ها (مانند YBCO و منیزیم دی‌بورید)، ابررساناهای پنیکتاید (مانند LaOFeAs دوپ‌شده با فلوئور)، ابررساناهای آلی (مانند فولرن‌ها و نانولوله‌های کربنی؛ اگرچه این نمونه‌ها شاید باید در دسته عناصر شیمیایی قرار گیرند، زیرا کاملاً از کربن تشکیل شده‌اند). 

## خواص ابررساناها
برخی خواص ابررساناها از ماده‌ای به مادهٔ دیگر تغییر می‌کند، خواصی مانند ظرفیت گرمایی و دمای بحرانی. اما برخی خواص در ابررساناها مشترک است، از جمله این که در دماهای بسیار پایین، مقاومت الکتریکی آنها به صفر می‌رسد. همچنین دیگر هیچ میدان مغناطیسی در آن‌ها نخواهد بود. با توجه به چنین خواص مشترکی می‌توان ابررسانایی را یک فاز ترمودینامیکی برای ماده دانست. ابررسانا شدن را می‌توان گذار فازی قلم‌داد کرد. چیزی مانند تغییر حالت آب از مایع به گاز یا برعکس.

## مقاومت صفر در برابر جریان
یک راه برای سنجش مقاومت الکتریکی مواد، قرار دادن آن‌ها در یک مدار و اندازه‌گیری ولتاژ و جریان و محاسبه مقاومت از {\displaystyle R={\frac {V}{I}}} است. اگر اختلاف پتانسیل صفر باشد، مقاومت رسانا در برابر جریان صفر است و آن ماده یک ابررسانا است.
ابررساناها می‌توانند بدون ولتاژ، جریان را حفظ کنند؛ خاصیتی که از آن در آهن‌ربای ابررسانا استفاده می‌شود و کاربرد وسیعی دارد. برای مثال از این آهن‌ربا در MRI استفاده می‌شود.
آزمایش نشان می‌دهد حلقه‌ای از ابررساناها می‌تواند برای سال‌ها جریان را بدون هیچ افت قابل اندازه‌گیری حفظ کند. آزمایش‌ها، نیمه‌عمر جریان را در چنین مدارهایی بیش از صد هزار سال برآورد می‌کنند و از نظر تئوری، جریان در ابررسانا، می‌تواند تا ابد باقی بماند. در رساناهای معمولی، جریان الکتریکی را می‌توان به صورت شار الکترون‌ها در یک شبکهٔ یونی تصور کرد. الکترون‌های در حرکت، پیوسته با شبکهٔ یونی برخورد می‌کنند. در این برخوردها، شبکهٔ یونی بخشی از انرژی الکترون را به گرما تبدیل می‌کند، که در واقع همان انرژی جنبشی شبکهٔ یون است. در نتیجه بخشی از انرژی الکترون‌ها به هدر می‌رود. این را مقاومت الکتریکی می‌نامیم. اما وضع در ابررساناها به گونه‌ای دیگر است. در ابررساناهای معمول نمی‌توان جریان را به تک الکترون‌های جاری نسبت داد. در عوض می‌توان جریان را حاصل جفت الکترون‌های کوپر دانست که به هم وصل می‌شوند و با تعویض فونونهای خود، کاملاً در کنار هم می‌مانند. بر پایه مکانیک کوانتومی، طیف انرژی این جفت کوپر دارای حداقل سطح خاص است و از آن کمتر نمی‌تواند باشد. در نتیجه ΔE حاصل را که آن را می‌توان حداقل انرژی جفت کوپر دانست، می‌تواند تنها دو حالت برای جفت کوپر و در نتیجه جریان پدیدآورد. یا این‌که ΔE از kT که انرژی شبکهٔ یونی است (k ثابت بولتزمن و T دمای شبکه است) بیشتر است. در این حالت جریان توسط شبکهٔ یونی به هدر نمی‌رود و این یعنی جفت کوپر یک ابرشار را پدیدمی‌آورد که بدون افت انرژی از شبکهٔ یونی عبور می‌کند.

## گذار به فاز ابررسانایی

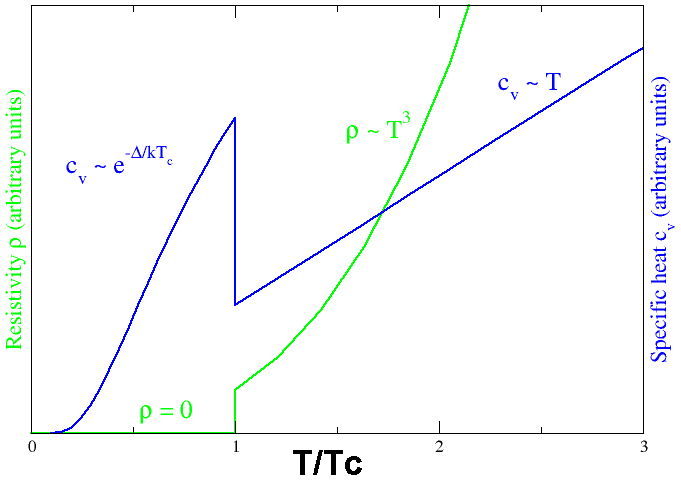
نمودار سبز مقاومت ابررسانا در برابر جریان و نمودار آبی ظرفیت گرمایی ویژه آن را نشان می‌دهد.

در مواد ابررسانا، ابررسانایی زمانی بروز می‌کند که دمای ماده، T، از دمای بحرانی، {\displaystyle T_{c}}، کمتر شود. دمای بحرانی از ماده‌ای به مادهٔ دیگر متفاوت است. دمای بحرانی ابررساناهای معمول، بین ۲۰ کلوین تا زیر یک کلوین است. برای نمونه، دمای بحرانی جیوه ی جامد ۴٫۲ کلوین است ولی دمای بحرانی منیزیم دی بورید ۳۹ کلوین است. گرچه این ماده خواصی دارد که نمی‌بایست آن را در دستهٔ رساناهای معمول جای داد. ابررساناهای ترکیبی می‌توانند دمایی بحرانی بسیار بالاتری داشته باشند. برای مثال ایتربیم باریم مس اکسید یا  YBCO|YBa2Cu3O7 (که Y123 هم خوانده می‌شود) ابررسانایی است که دمای بحرانی آن ۹۲ کلوین است و در واقع اولین ابررسانای دمای بالا بود که کشف شد. همچنین ابررساناهای دمای بالای دیگری بر پایهٔ جیوه کشف شده‌اند که دمای بحرانی آن‌ها نزدیک ۱۴۰ کلوین است. هنوز هیچ نظریه‌ای چگونگی پدید آمدن ابررساناهای دمای بالا را توضیح نداده است. تعویض فونون می‌تواند عملکرد ابررساناهای معمول را توضیح دهد اما برای ابررساناهای با دمای بحرانی بسیار بالا از این تئوری هم نمی‌توان استفاده کرد.
ابررسانایی با تغییرات زیادی در خواص فیزیکی ماده همراه است که به همین سبب آن را فاز جدیدی می‌نامند. برای مثال ظرفیت گرمایی ماده از قوانینی تبعیت می‌کند که در زمان ابررسانا نبودن ماده وجود دارند. در گذر به فاز ابررسانایی، ظرفیت گرمایی ماده ناگهان پرشی با بالا می‌کند و سپس به صورت خطی کم و کمتر می‌شود تا به کلی از بین برود. در دمای پایین این تغییرات به صورت {\displaystyle e^{\frac {-\alpha }{T}}} است که α در آن ثابت است و این خود نشان می‌دهد که گاف انرژی وجود دارد.
تغییر فاز به ابررسانایی مدت زیادی مورد بحث بین دانشمندان بوده است. در حالی که آزمایش‌ها نشان می‌دادند که این تغییر از مرتبهٔ دوم است، بدین معنی که گرمای نهانی در این تغییر وجود ندارد، در دههٔ ۱۹۷۰ محاسبات این احتمال را مطرح کردند که شاید این تغییر وضعیت را بتوان با لحاظ کردن نوسانات بلند برد در میدان مغناطیسی، تغییر فازی نوع اول به حساب آورد. به تازگی با کمک نظریهٔ آشوب است که مشخص شده خطوط مارپیچ ابررسانا در این بین نقشی عمده دارند و این‌گذار حالت برای ابررساناهای نوع دوم گذری از مرتبهٔ دوم و برای ابررساناهای نوع اول، گذری از مرتبهٔ اول است.

## ابررسانایی نوع ۱ و نوع ۲
اگر میدان مغناطیسی خیلی قوی باشد، اثر مایسنر از بین می‌رود. همین پدیده ابررساناها را به دو نوع تقسیم می‌کند: در ابررساناهای نوع ۱ (Type I) اگر میدان مغناطیسی از یک حد آستانه ({\displaystyle H_{c}}) بیشتر شود، ابررسانایی ناگهان از بین می‌رود. بسته به شکل هندسی نمونه، ممکن است حالت‌های میانی‌ای هم ایجاد شوند که در آن ناحیه‌های عادی (که در آن‌ها میدان وجود دارد) و ناحیه‌های ابررسانا (که میدان درون‌شان صفر است) هم‌زمان وجود داشته باشند. در ابررساناهای نوع ۲ (Type II) اگر میدان مغناطیسی از حد {\displaystyle H_{c1}} بیشتر شود، حالت مخلوطی ایجاد می‌شود که در آن شار مغناطیسی روبه‌افزایشی از ماده می‌گذرد، ولی مقاومت ماده، اگر جریان خیلی زیاد نباشد، همچنان صفر باقی می‌ماند. در حد دوم از میدان مغناطیسی {\displaystyle H_{c2}} ابررسانایی از بین می‌رود.
بیشتر ابررساناهایی که عنصر ساده هستند (به جز نیوبیوم، تکنسیوم، وانادیوم و نانولوله‌های کربنی) نوع ۱ هستند، و تقریباً همهٔ ابررساناهای ناخالص و ترکیبی نوع ۲ هستند.

## اثر مایسنر
زمانی که یک ابررسانا در یک میدان مغناطیسی ضعیف خارجی قرار می‌گیرد. میدان فقط به مقدار ناچیز λ در داخل ابررسانا نفوذ کند که به آن عمق نفوذ لاندِن (London penetration depth) می‌گویند که با گذشت زمان این مقدار به صفر می‌رسد. به این پدیده اثر مایسنر می‌گویند و این اثر مشخصهٔ ویژهٔ ابررسانا را مشخص می‌کند. برای بیشتر ابررساناها عمق نفوذ لاندن تقریباً در حدود ۱۰nm می‌باشد.
اثر مایسنر در مقابل انتظاری که از یک رسانای الکتریکی ایده‌آل می‌رود در بعضی مواقع گیج‌کننده می‌باشد: مطابق قانون لنز وقتی که تغییرات میدان بر یک رسانا اعمال می‌شود در هادی جریانی القاء می‌شود که جهت این میدان در خلاف جهت میدان به وجود آورنداش است. در رسانای ایده‌آل جریان بزرگی در هادی القاء می‌شود که نتیجه‌اش خنثی کردن میدان اصلی می‌باشد.
اثر مایسنر با بحث بالا متفاوت است. فرض کنید فلزی داریم که در وضعیت عادی است و دارای میدان مغناطیسی ثابت (داخلی) است. حال آن را سرد می‌کنیم تا به دمای بحرانی برسد در این زمان ما شاهد از بین رفتن فوری میدان خواهیم بود؛ که مطابق قانون لنز چنین انتظاری نمی‌رود.
اثر مایسنر به کمک دو برادر Fritz و Heinz London مطرح شد که نشان دادند که انرژی آزاد الکترومغناطیسی در ابررسانا مینیمم مقدار است.
{\displaystyle \nabla ^{2}\mathbf {H} =\lambda ^{-2}\mathbf {H} \,}
در این فرمول H میدان مغناطیسی و λ عمق نفوذ لاندن است. معادلهٔ بالا که معادلهٔ لاندِن نام دارد پیش‌گویی می‌کند که جدا از میدان موجود در سطح میدان مغناطیسی در داخل ابررسانا به صورت تابع نمایی از بین می‌رود. اثر مایسنر در میدان‌های بسیار بزرگ دیده نمی‌شود.
همان‌طور که در تصویر بالا دیده می‌شود، ابررساناهای نوع ۱، در مجاورت با میدان مغناطیسی خارجی، میدان را دفع می‌کنند. در حالیکه در ابررساناهای نوع ۲، دیده می‌شود که آن‌ها بار میدان مغناطیسی خارجی را از خود عبور می‌دهند و آن‌ها را دفع نمی‌کنند.

### دسته‌بندی ابررساناها
بنا به گفتهٔ بالا ابررساناها را می‌توان به دو نوع مختلف تقسیم کرد. ابررساناهای نوع ۱ که در آن‌ها خاصیت ابررسانایی در زمان رسیدن میدان به مقدار بحرانی Hc ناگهان از بین می‌رود. وابسته به شکل هندسی فلز مورد آزمایش ممکن است ماده به یک وضعیت دیگری برود که در آن هم خاصیت مادهٔ نرمال و هم خاصیت ابررسانایی را به‌طور مخلوط داشته باشد.
در ابررساناهای نوع۲ افزایش میدان و رسیدن به مقدار بحرانی Hc۱ ما را به یک وضعیت مختلط می‌رساند که در آن نفوذ شار مغناطیسی با افزایش همراه است ولی همچنان مقاومتی در برابر جریان وجود ندارد تا زمانی که میدان بیش از حد بزرگ شود در میدان بحرانی دوم Hc۲ ابررسانا از بین می‌رود.

## نظریه‌های ابررسانایی
هنوز هیچ نظریه‌ای که بتواند همهٔ انواع مشاهده‌شدهٔ ابررسانایی را توصیف کند، وجود ندارد. اصول پایه‌ای ابررسانایی در سال ۱۹۵۷ توسط سه فیزیکدان آمریکایی (جان باردین، رابرت شریفر و لئون کوپر) توضیح داده شد و به نام این سه فیزیکدان نظریهٔ BCS نام گرفت.

## تاریخچهٔ ابررسانایی

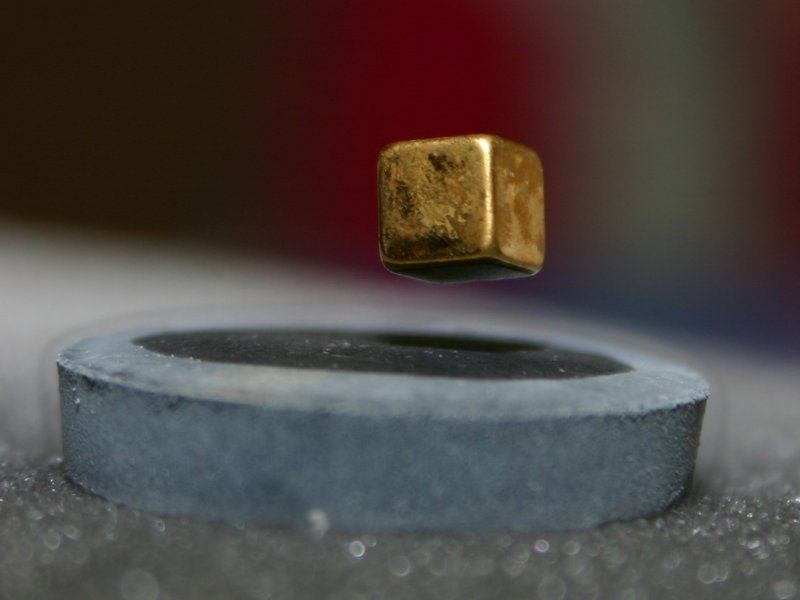
آهنربا بر روی یک ابررسانا با دمای بالا خنک شده با نیتروژن مایع معلق است.

ابررسانایی را در سال ۱۹۱۱ هایکه کامِرلینگ اونِس هلندی از دانشگاه لایدن کشف کرد. او مقاومت الکتریکی جیوهٔ جامد را در دماهای پایین بررسی می‌کرد و از هلیوم مایع -که تازه کشف شده بود- به عنوان سردکننده استفاده می‌کرد. او فهمید که در دمای ۴٫۲K مقاومت ناگهان به صفر می‌رسد. جایزه نوبل فیزیک در سال ۱۹۱۳ به همین خاطر به او داده شد.
در دهه‌های بعد، خاصیت ابررسانایی در مواد دیگری نیز دیده شد. در سال ۱۹۱۳ دیده شد که سرب (در دمای ۷K) و در سال ۱۹۴۱ نیترید نیوبیوم (در دمای ۱۶K) ابررسانا می‌شوند.
گام مهم بعدی در فهم ابررسانایی در سال ۱۹۳۳ اتفاق افتاد. در این سال مایسنر و اوخنفلد دریافتند که ابررساناها میدان مغناطیسی خارجی را طرد می‌کنند؛ پدیده‌ای که امروزه اثر مایسنر نامیده می‌شود. در سال ۱۹۳۵ فریتز و هاینز لاندن نشان دادند که اثر مایسنر نتیجه‌ای از کمینه‌بودن انرژی آزاد الکترومغناطیسی حمل‌شده توسط جریان‌های ابررسانا است.
در سال ۱۹۵۰ تئوری (Ginzburg-Landau) توسط لو لانداو و Ginzburg مطرح شد. این تئوری که ترکیبی از تئوری مرتبهٔ دوم لو لانداو با معادلهٔ موج اروین شرودینگر می‌باشد دارای توضیح خوبی دربارهٔ مشخصه و خواص ابررساناها است. بخصوص Abrikosov نشان داد که تئوری
Ginzburg-Landau پیش‌بینی تقسیم‌بندی ابررساناها را به دو دستهٔ نوع۱ type۱ و نوع۲ type۲ را کرده بود.
آقای Ginzburg و آقای Abrikosov در در سال ۲۰۰۳ برندهٔ جایزهٔ نوبل شدند (Landau در سال ۱۹۶۸ دارفانی را وداع گفت).
همچنین در سال ۱۹۵۰ Maxwell و رینولدز (ابهام‌زدایی) در جای دیگر یافتند که دمای بحرانی ابررساناها به جرم ایزوتوپی جزء اصلی عنصر بستگی دارد. این کشف مهم اشاره دارد به اثر متقابل الکترون و فونون lectron-phonon در نتیجهٔ مکانیزم میکروسکوپی مسئول برای ابررسانایی.
تئوری کامل میکروسکوپی ابررساناها در سال ۱۹۵۷ توسط آقایان Bardeen و Cooper و Schrhffer ارائه شد که مستقلاً پدیدهٔ ابررسانایی توسط Nikolay Bogolyubov توضیح داده شد.
این تئوری BCS (Bardeen Cooper Schrieffer) جریان ابررساناها را به عنوان ماده‌ای با هدایت فوق‌العاده زیاد با زوجهای کوپر توضیح می‌دهد.
(اثر متقابلی که جفتهای الکترون در مبادلهٔ فونون)
تئوری به عنوان ستون و پایه در سال ۱۹۵۸ قرار گرفت زمانی که Bogolyubov نشان داد که تابع موج BCS که استنتاج شده از یک استدلال متغیر است و می‌تواند بدست بیاید با تغییر قانونی و متعارف تئوری الکترونیک Hamiltonian. در سال ۱۹۵۹ Lev Gorkov اثبات کرد که تئوری BCS نزدیک به تئوری Ginzburg-Landau است و نزدیک به دمای بحرانی است.
در سال ۱۹۶۲ اولین سیم تجاری ابررسانا از آلیاژ نیوبیم- تیتانیم (niobium-titanium) در Westinghouse تحقیق شد. در همین سال Josephson مهم‌ترین پیش‌بینی تئوریکی را انجام داد که چنین بود: یک ابر جریان می‌تواند از بین دو قطعه ابررسانا که با یک لایه نازک ایزوله شده‌اند جاری شود. این پدیده اثر جوزفسون (effect Josephson) نام دارد که استخراج شده از دستگاه ابررساناها مثل SQUID’s می‌باشد که دقیقترین دستگاه اندازه‌گیر شار مغناطیسی کوانتوم موجود می‌باشد (h ثابت پلانک).
Josephson برندهٔ جایزهٔ نوبل در سال ۱۹۷۳ گردید.
تا سال ۱۹۸۶ فیزیک‌دان‌ها بر این باور بودند که تئوری BCS ابررسانایی را در دماهای بالاتر از ۳۰˚k را نفی می‌کند، در همین سال Bednorz و muller کشف کردند که ابررسانایی در عناصر لانتان که بر پایهٔ اکسید مس (cuprate) هستند دارای دمای تبدیل ۳۵˚K می‌باشند. (در سال ۱۹۸۷ برندهٔ جایزهٔ نوبل فیزیک شدند)
در مدت کوتاهی توسط M.K. Wu کشف شد که جایگزین کردن لانتان با ایتریم و ساختن YBCO دمای بحرانی تا ۹۲˚K بالا می‌برد که بسیار مهم است چون برای سرد کردن ابررسانا می‌توان از نیتروژن مایع استفاده کرد (دمای جوش نیتروژن مایع در فشار جو ۷۷˚K است). این امر از نظر تجاری بسیار مهم است چون تولید نیتروژن مایع ارزانتر و در همان محل با مواد اولیه قابل تولید است و به بعضی از مشکلات برخورد نمی‌کنیم از قبیل آب‌بندی لوله‌های تزریق هلیوم.
خیلی دیگر از ابررساناهای cuprate کشف شده‌اند و تئوری ابررساناها یکی از برجسته‌ترین مشکلات دربارهٔ این نوع مواد در علم فیزیک می‌باشد.
از تاریخ اکتبر ۲۰۰۷ بالاترین دمای ابررسانایی مربوط به ماده‌ای مرکب از تالیوم، جیوه، مس، باریم، کلسیم، اکسیژن با دمای بحرانی Tc=۱۳۸˚K می‌باشد.
در فوریهٔ ۲۰۰۸ خانوادهٔ دیگر ابررساناهای دما بالا کشف شد. Hideo Hosono از انستیتو تکنولوژی توکیو کشف کرد که lanthanum oxygen fluorine iron arsenide (LaO1-xFxFeAs) در دمای ۲۶˚K تبدیل به ابررسانا می‌شود. بعد از مدت کوتاهی دیگران مواد دیگری از همین خانواده یافتند که در دمای ۵۵˚K به ابررسانا تبدیل می‌شوند. متخصصان امیدوارند که بررسی خانوادهٔ دیگری از ابررساناها باعث آسانتر شدن توضیح عملکرد این مواد خواهد شد.

## کاربردها

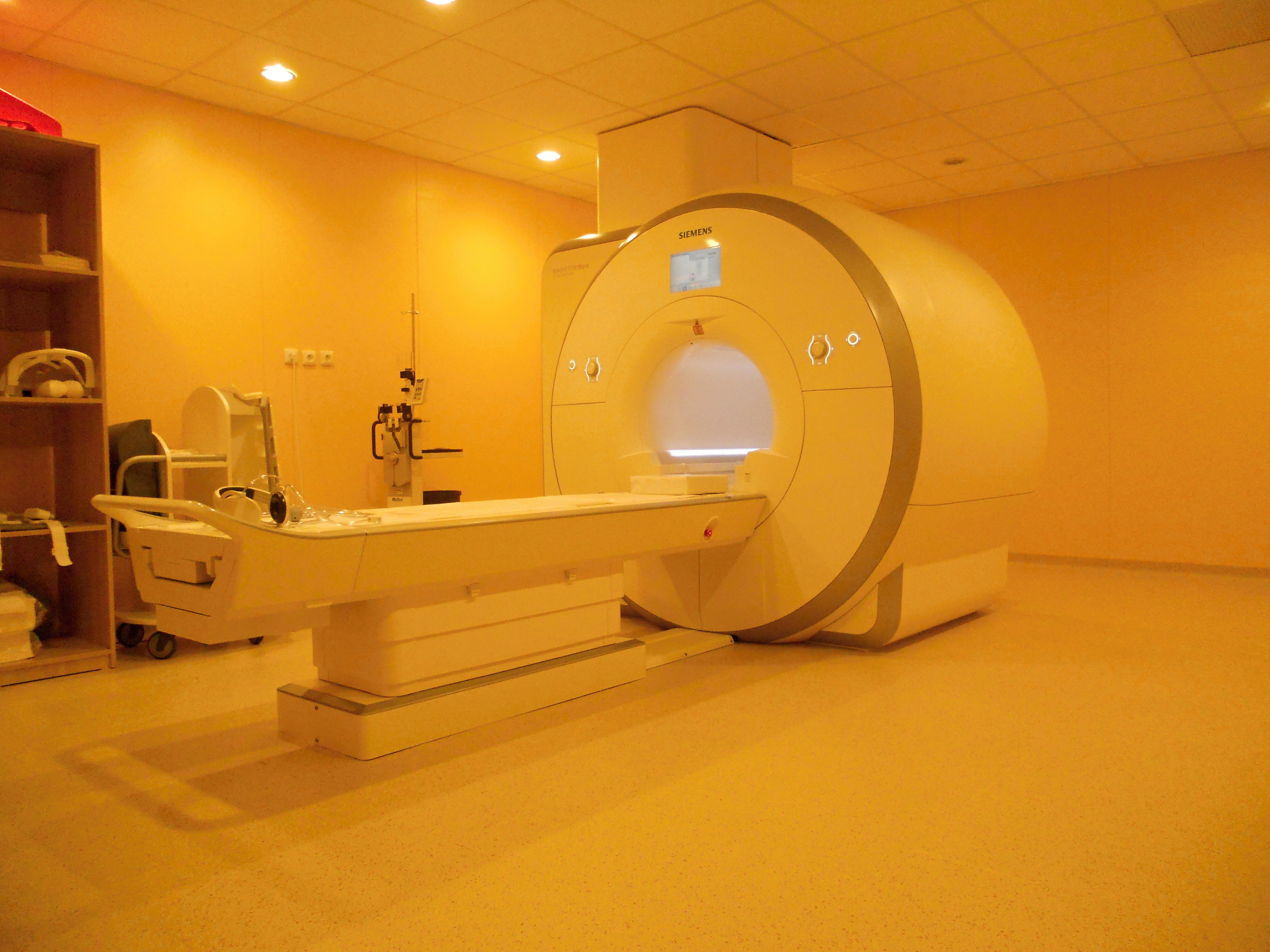
رزونانس مغناطسی تسلا

ابررساناهای دمای پایین امروزه در ساخت آهنرباهای ویژه طیف‌سنجهای رزونانس مغناطیسی هسته، آنژیوگرافی تشدید مغناطیسی برای مقاصد تشخیص طبی، شتاب‌دهنده ذره‌ها، ترنهای سریع مغناطیسی و انواع ابزارهای رسانایی الکترونیکی بکار می‌رود. اما برای اینکه ابررساناهای دمای بالا در کاربردهای میدان مغناطیسی در دمای بالا رقابت کنند، هنوز زمان لازم دارد، این بعلت دشواری در تولید انبوه و با کیفیت بالاست. اگر چه در حال حاضر، بازار ابررساناهای دمای بالا رونق کمی دارد، گمان می‌رود که در خلال دو دهه آینده کاربر د آن فراگیر و پررونق شود.
آهنرباهای ابررسانا از قوی‌ترین آهنرباهای الکتریکی موجود در جهان هستند. از آن‌ها در قطارهای سریع‌السیر برقی و دستگاه‌های MRI و NMR و هدایت کردن ذرات در شتاب‌دهندهها استفاده می‌شود. همچنین می‌توان به عنوان جداکننده‌های مغناطیسی در جاهایی که ذرات مغناطیسی ضعیف خارج می‌شود مثلاً در صنایع رنگ‌سازی استفاده شود.
همچنین از ابررساناها در مدارات دیجیتالی نیز استفاده می‌شود به عنوان مثال در ایستگاه‌های RF و موبایل در ایستگاه‌های امواج ماکروویو.
از ابررساناها در Josephson junction برای ساختن بلوک‌های ساختمان SQUID استفاده می‌شود. SQUID حساسترین اندازه‌گیر امواج مغناطیسی می‌باشد.
سری دیگر دستگاه‌های Josephson برای ردیابی فوتون یا به عنوان میکسر استفاده می‌شود. از مقاومت‌هایی که به ابررسانا تبدیل می‌شوند نیز در ساختن دماسنج و گرماسنج‌های حساس micro-calorimeter ردیاب فوتونی استفاده می‌شود.
یک کاربرد آرمانی برای ابررساناها، استفاده از آن‌ها در انتقال قدرت به شهرهاست. اگرچه به خاطر قیمت بالا و نشدنی بودن سردسازی مایل‌ها سیم ابررسانا برای رسیدن به دماهای بسیار پایین، این کار تا به حال تنها در اندازه آزمایش باقی مانده است.
محققان امیدوارند که در آینده از ابررسانا در ساختن ترانسفورماتورها، وسایل ذخیرهٔ برق، الکتروموتورها، محدود کردن جریان اتصال کوتاه، وسایل شناور مغناطیسی استفاده کنند. اما چون ابررساناها به تغییر و حرکت میدان مغناطیسی حساسند استفاده از آن‌ها در برق جریان متناوب مثل ترانسفورماتورها بسیار سخت پیشرفت می‌کند ترجیحاً در حیطهٔ کاری جریان مستقیم می‌باشد.

## نارساناها، نیمه رساناها و رساناها
به‌طور مثال طلا و نقره رسانایی خوبی دارند، ولی چوب و پلاستیک رسانایی ندارند و موادی مانند سیلیسم و ژرمانیوم جزء نیمه رسانا می‌باشند که جریان الکترومغناطیسی و ترمودینامیکی روی اینها تأثیر جزئی می‌گذارند و در مقابل جریان رسانایی مقاومت وجود دارند که مانع انتقال جریان انرژی الکتریکی می‌شود.
برای کم کردن مصرف انرژی و کارایی بالاتر و ارزانی وسایل باید دنبال موادی باشیم که مقاومت خیلی خیلی کمی در برابر جریان انرژی الکتریکی داشته باشند و تقریباً برابر مقاومت صفر باشند (ابر رسانا). در بعضی مواد وقتی به این حالت می‌رسیم که آن مواد در دمای ویژه‌ای قرار بگیرند که جریان دائماً در آن‌ها برقرار باشد.

## تاریخچه تحقیقات
1. جیمز دئِور در اواسط قرن نوزدهم پژوهش‌هایی دربارهٔ تغییر مقاومت در دماهای پایین انجام داد.
2. زیگموند روبلوفسکی و کارل اولزفسکی در سال ۱۸۶۴ بررسی دربارهٔ کاهش مقاوت الکتریکی با روشی که بتوان اکسیژن و نیتروژن را مایع کرد، انجام دادند.
3. دِئور و فلمینگ دربارهٔ صفر شدن مقاومت (تقریباً صفر) در دمای مطلق، پژوهش‌هایی را انجام دادند.
4. والتر نرست با توجه به قانون سوم ترمودینامیک اظهار داشت که به هیچ وجه نمی‌توان مقاوت مواد را صفر کرد.
5. کارل لیند و ویلیام همپسون آلمانی نیز روشی جدید برای خنک‌سازی و مایع کردن گازها با افزایش فشار را کشف کردند.

## مهم‌ترین خواص ابررساناها
1. مقاومت تقریباً صفر و توانایی عبور چگالی جریان بالا. رسانایی که مقاومت تقریباً صفر دارد در زمینه تولید و انتقال انرژی تأثیر بسزایی دارد و باعث صرفه جویی در مصرف انرژی می‌شود. همچنین باعث افزایش چگالی جریان می‌شود، البته باید توجه داشت که افزایش چگالی جریانی بیش از حد معینی باعث افزایش مقاومت می‌شود.
2. ایجاد میدان مغناطیسی بسیار قوی. خاصیت ابر رسانایی به ۳ [فاکتور] دما، شدت جریان عبوری و میدان مغناطیسی وابسته است. به‌طور مثال در دمای خیلی پایین خاصیت ابر رسانای جسم ممکن است به دلیل میدان مغناطیسی قوی از بین برود، که به مقدار میدان مغناطیسی ای که در آن خاصیت ابر رسانایی از بین می‌رود میدان بحرانی گفته می‌شود.

ابر رساناها از نظر رفتار فیزیکی به دو گروه تقسیم می‌شوند که بیشتر عناصر شامل گروه اول می‌شوند ولی آلیاژها و مقدار کمی از عناصر شامل گروه دوم می‌شوند.
اختلاف گروه اول با گروه دوم در تعداد ناحیه و فواصل بین الکترون‌های آزاد می‌باشند؛ گروه اول دارای دو ناحیه و فاصله الکترون‌های آزاد آن کم می‌باشد؛ ولی گروه دوم دارای ۳ ناحیه هستند ولی فاصله الکترون‌های آزاد آن‌ها زیاد است.
1. خاصیت تونل زنی. به انتقال جریان الکتریکی از یک ابر رسانا به ابر رسانای دیگر در صورتی که نزدیک هم باشد گفته می‌شود. این انتقال انرژی در صورتی است که ولتاژی وجود ندارد ولی به میدان مغناطیسی وابسته است.

## ابررساناها وتکنولوژی
مهترین کاربرد ابررساناهای دمای بالا، در زمینه ساخت آی سی‌های خیلی سریع می‌باشد که تحول بزرگی در فناوری اطلاعات ایجاد می‌کند و می‌توان آن را با اختراع ترانزیستورها مقایسه کرد.
از کاربردهای دیگر ابررساناها با در نظر گرفتن حساسیتشان به میدان مغناطیسی در اکتشافات معدنی، زمین شناختی و ردیابی زیردریایی‌ها می‌توان استفاده کرد و همچنین در ساخت قطارهایی که با استفاده از خاصیت میدان مغناطیسی قطار را بالاتر از سطح زمین و بدون اصطکاک با ریل به حرکت درمی‌آورد. این قطارها می‌توانند در کمتر از ۱ ساعت مسافتی بیش از ۵۰۰ کیلومتر را بپیمایند.
در خطوط انتقال نیرو با در نظر گرفتن اینکه بتوان ابررساناها را سرد نگه داشت، در حدود ۸۰ درصد در مصرف انرژی صرفه جویی می‌شود. همچنین در وسایل پزشکی و تحقیقاتی نیز کاربرد دارد.

## تفاوت بین ابررساناهای سرامیکی و فلزی
تفاوت بین ابر رساناهای سرامیکی و فلزی این است که برای سرد نگه داشتن ابر رساناهای سرامیکی می‌توان از نیتروژن مایع که ارزان و فراوان است استفاده نمود، در صورتی که در ابر رساناهای فلزی باید از هلیم مایع است استفاده کرد.